# Aldo Gierardini
Aldo Gierardini (Trieste, 15 maggio 1947) è un allenatore di pallacanestro italiano.

## Carriera
Nel 1992-1993 e nel 1998-1999 era sulla panchina dell'Azzurra Orvieto. Ha allenato la P.C.R. Messina nel 2000-2001, in A1 femminile. È stato assistant coach della Trogylos Priolo.